# Брайтенштайн (Нижняя Австрия)
Брайтенштайн (нем. Breitenstein (Niederösterreich)) — коммуна (нем. Gemeinde) в Австрии, в федеральной земле Нижняя Австрия. 
Входит в состав округа Нойнкирхен.  Население составляет 351 человек (на 31 декабря 2005 года). Занимает площадь 20,24 км². Официальный код  —  31805.

## Политическая ситуация
Бургомистр коммуны — Энгельберт Риннхофер (АНП) по результатам выборов 2010 года.
Совет представителей коммуны (нем. Gemeinderat) состоит из 13 мест.
- АНП занимает 9 мест.
- СДПА занимает 4 места.